# 松島町営バス

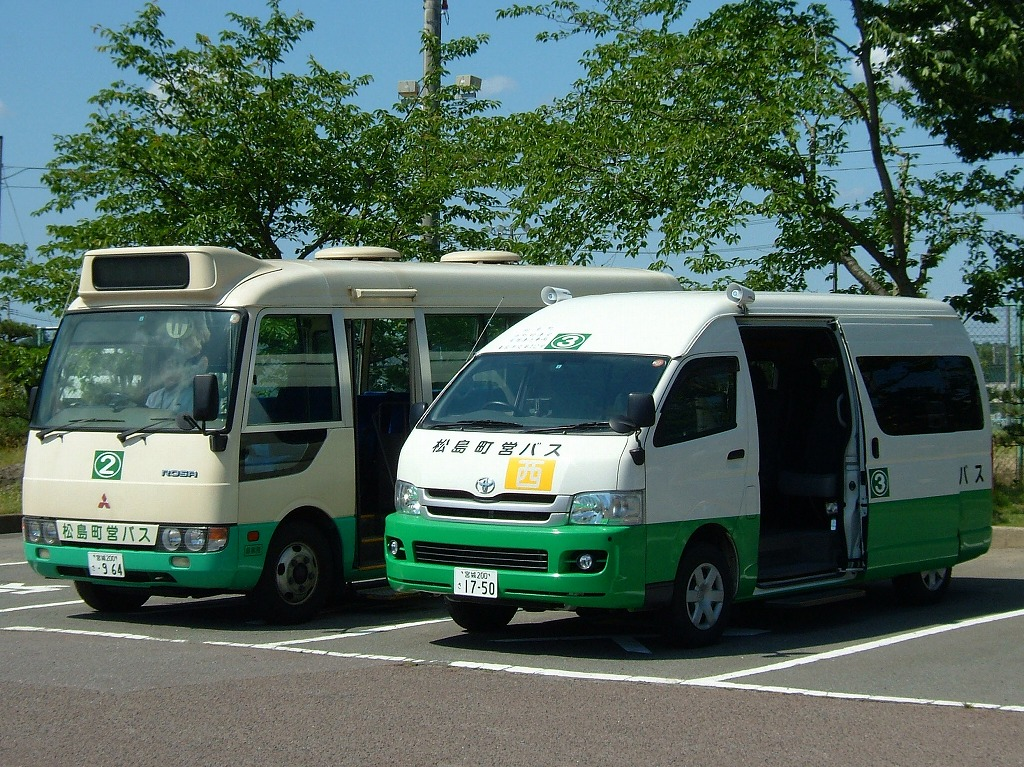
松島町営バス（2010年頃の車両）

松島町営バス（まつしまちょうえいバス）は、宮城県宮城郡松島町にて運行しているコミュニティバスである。
運行形態は、自家用自動車（白ナンバー車）による有償運送で、運転業務を日本三景交通に委託している。

## 沿革
- 1997年（平成9年）10月1日 - 運行開始。

## 路線

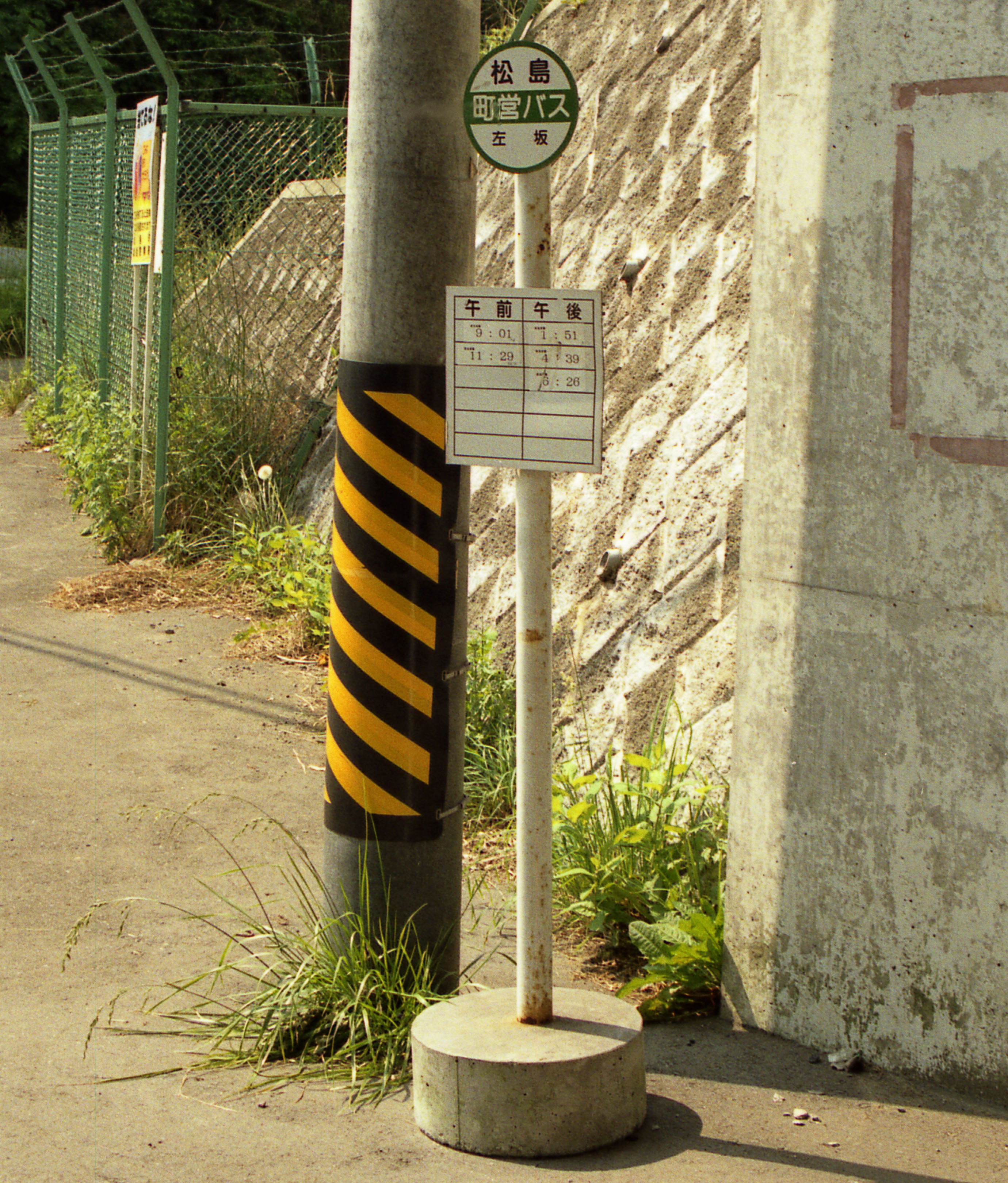
町営バスのバス停

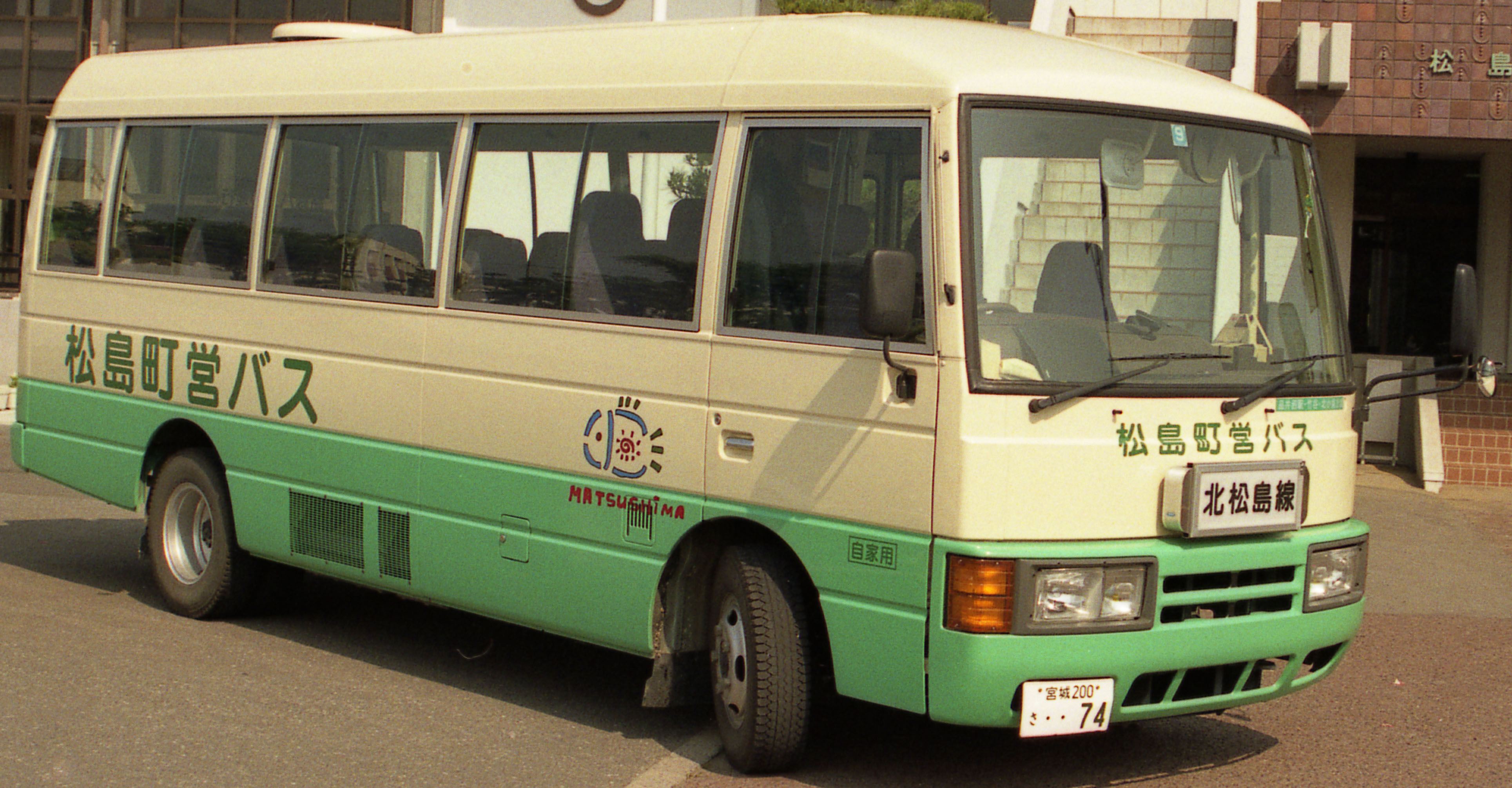
1999年当時の車両

※以下は2017年10月1日現在の情報である。（ ）内は不経由便あり、/ はいずれかを選択。
北松島線
- 文化観光交流館前[1] - 西柳 - （保健福祉センター） - 富田地内 - 品井沼駅前 - 上竹谷地内 - 藤ノ巻地内 - （蒲） - 松島東部地域交流センター前[2] - 滝ノ沢地内 - 黒門 - （保健福祉センター - 松島第二小学校前） - 西柳 - 文化観光交流館前

北松島線（中廻り）
- 文化観光交流館前 - 西柳 - （保健福祉センター） - 幡谷明神 - 十文字 - 滝ノ沢地内 - 松島東部地域交流センター前 - （藤ノ巻地内） - 大日向 - （松島東部地域交流センター前） - 鰯沼 - 上竹谷地内 - 品井沼駅前 - 富田地内 - 保健福祉センター - 西柳 - 文化観光交流館前
  - 北松島線は本路線と「中廻り」路線とがあり、いずれも右回り、左回り両方の便がある。

松島東線
- 文化観光交流館前 - （白萩避難所） - 名籠 - 元手樽 - 手樽駅前 - 古浦 - 才ノ神・三浦 - 黒門 - 町道人筈交差点/保健福祉センター - 西柳 - 文化観光交流館前
- 文化観光交流館前 - 西柳 - 保健福祉センター - 新橋 - 西柳 - 白萩避難所/役場前 - 手樽駅前 - 才ノ神・三浦 - 古浦 - 名籠 - 元手樽 - 西柳 - 文化観光交流館前
  - 午前の便（上の経路）と午後の便（下の経路）とで経路が全く異なっている。

松島西線
- 文化観光交流館前 - 西柳 - （松島中学校前） - 保健福祉センター - 欠田 - 雁ヶ沢 - 湯ノ原温泉前 - （小石浜） - 松島海岸駅前 - 文化観光交流館前
  - 右回り、左回り両方の便がある。

## 運賃
- 利用（1回）200円、小・中学生100円、乳幼児・70歳以上・障害者は無料。
- 回数券は一般用200円券11枚綴り2,000円、小・中学生用100円券11枚綴り1,000円がある。
- 定期券は一般用、高校生用、中学生用、小学生用の4種類があり、それぞれ1か月分、3か月分、6か月分がある。